# Àlex Carbonell
Àlex Carbonell Vallès (San Cugat del Vallès, 15 september 1997) is een Spaans voetballer die als middenvelder speelt. Hij komt uit voor Almere City FC.

## Loopbaan
Carbonell kwam in 2003 in de jeugdopleiding van FC Barcelona. Aanvankelijk speelde hij als rechtsback. In 2011 vertrok hij naar UE Cornellà, maar in 2013 kwam de middenvelder terug bij FC Barcelona B. Carbonell debuteerde op 29 augustus 2015 voor FC Barcelona B in de Segunda División B tegen Pobla de Mafumet CF. In het toernooi om de Copa de Catalunya scoorde hij in de halve finale tegen Girona FC op 11 november 2015 het enige doelpunt, waarmee FC Barcelona B zich plaatste voor de finale. De eindstrijd, waarin Carbonell invaller was, werd verloren van CE Sabadell. Op 25 oktober 2016 maakte Carbonell zijn debuut in het eerste elftal van FC Barcelona. In de wedstrijd om de Supercopa de Catalunya tegen RCD Espanyol startte hij in de basis. Op 30 november 2016 debuteerde Carbonell tegen Hércules CF (1-1) in de Copa del Rey. De middenvelder was basisspeler. 
In 2017 vertrok Carbonell naar CF Reus Deportiu. Nadat CF Reus Deportiu in januari 2019 uit de competitie gehaald was door de Spaanse voetbalbond, maakte hij het seizoen af bij Córdoba CF. Hij werd vervolgens gecontracteerd door Valencia CF voor het tweede team maar speelt in het seizoen 2019/20 op huurbasis voor Fortuna Sittard. Hierna speelde hij voor FC Luzern, Celta de Vigo B, FC Barcelona Atlètic en SD Amorebieta. In juni 2024 tekende hij een contract voor twee jaar bij Almere City.

### Statistieken
Bijgewerkt tot 20 februari 2025.
| Seizoen         | Club              | Land                 | Competitie         | Competitie | Competitie | Beker | Beker | Overig | Overig | Totaal | Totaal |
| Seizoen         | Club              | Land                 | Competitie         | Wed.       | Dlp.       | Wed.  | Dlp.  | Wed.   | Dlp.   | Wed.   | Dlp.   |
| --------------- | ----------------- | -------------------- | ------------------ | ---------- | ---------- | ----- | ----- | ------ | ------ | ------ | ------ |
| 2015/16         | Barcelona B       | Vlag van Spanje      | Segunda División B | 2          | 0          | 0     | 0     | 0      | 0      | 2      | 0      |
| 2016/17         | Barcelona B       | Vlag van Spanje      | Segunda División B | 23         | 2          | 0     | 0     | 0      | 0      | 23     | 2      |
| 2016/17         | Barcelona         | Vlag van Spanje      | Primera División   | 0          | 0          | 1     | 0     | 0      | 0      | 1      | 0      |
| 2017/18         | Reus Deportiu     | Vlag van Spanje      | Segunda División   | 20         | 1          | 0     | 0     | 0      | 0      | 20     | 1      |
| 2018/19         | Reus Deportiu     | Vlag van Spanje      | Segunda División   | 13         | 1          | 2     | 0     | 0      | 0      | 15     | 1      |
| 2018/19         | Córdoba           | Vlag van Spanje      | Segunda División   | 9          | 0          | 0     | 0     | 0      | 0      | 9      | 0      |
| 2019/20         | Fortuna Sittard   | Vlag van Nederland   | Eredivisie         | 17         | 0          | 2     | 0     | 0      | 0      | 19     | 0      |
| 2020/21         | Luzern            | Vlag van Zwitserland | Super League       | 9          | 0          | 0     | 0     | 0      | 0      | 9      | 0      |
| 2021/22         | Celta de Vigo B   | Vlag van Spanje      | Primera Federación | 34         | 0          | 0     | 0     | 0      | 0      | 34     | 0      |
| 2022/23         | Barcelona Atlètic | Vlag van Spanje      | Primera Federación | 37         | 0          | 0     | 0     | 0      | 0      | 37     | 0      |
| 2023/24         | Amorebieta        | Vlag van Spanje      | Segunda División   | 32         | 0          | 1     | 0     | 0      | 0      | 33     | 0      |
| 2024/25         | Almere City       | Vlag van Nederland   | Eredivisie         | 10         | 0          | 1     | 0     | 0      | 0      | 11     | 0      |
| Carrière totaal | Carrière totaal   | Carrière totaal      | Carrière totaal    | 206        | 4          | 7     | 0     | 0      | 0      | 213    | 4      |